# Exchange Chambers

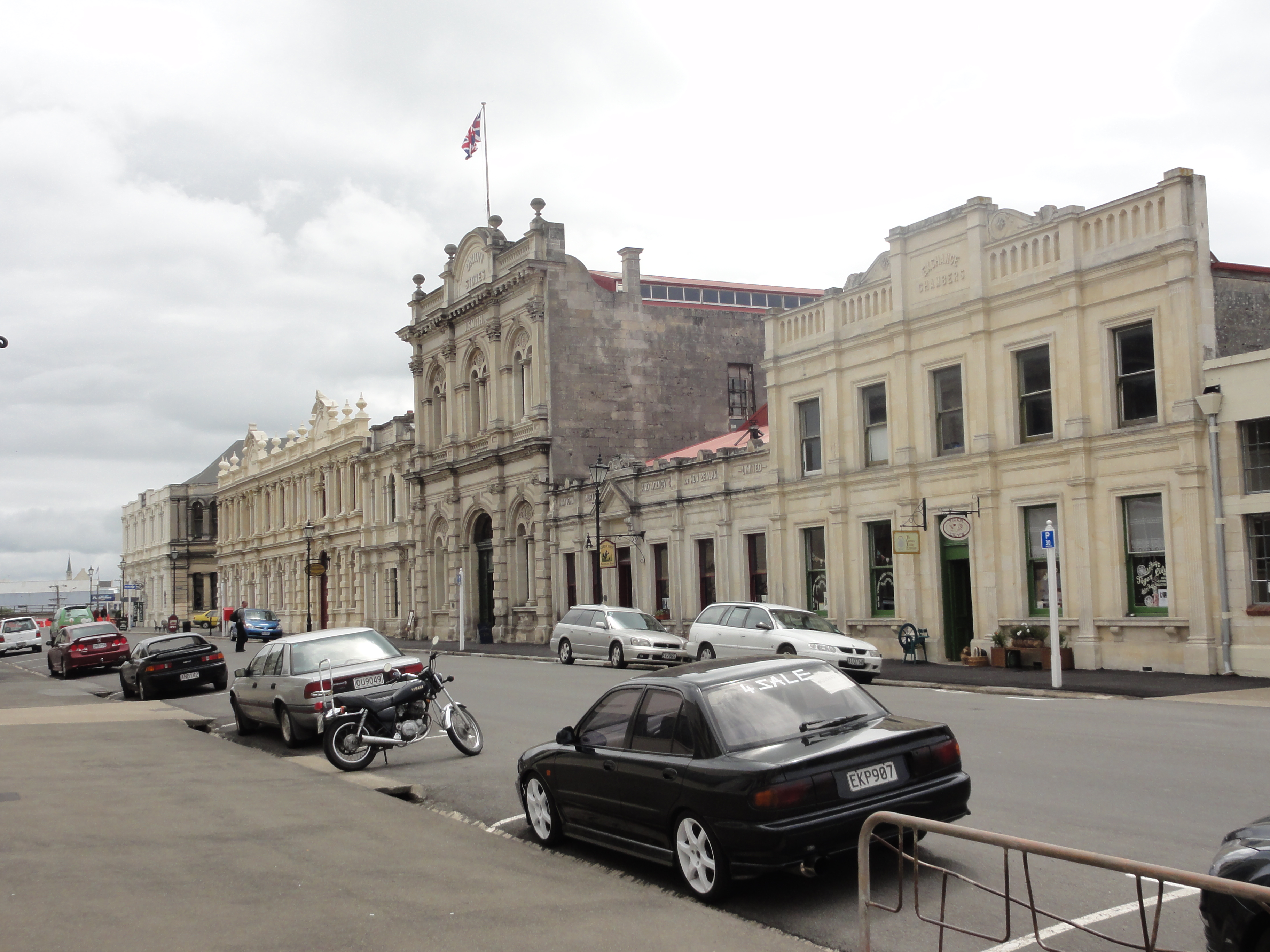
Tyne Street 1–13, ganz rechts die Exchange Chambers

Die Exchange Chambers sind ein historisches Bauwerk in der Tyne Street 13 im viktorianischen Stadtkern der neuseeländischen Stadt Oamaru in der Region Otago.
Es wurde 1875 nach Entwürfen der Architekten Forrester & Lemon im historischen Stadtkern Oamarus für 1100 Pfund als Bürogebäude für den Unternehmer George Sumpter gebaut, ein Jahr später wurde auf der Rückseite ein Getreidelager angefügt.
Am 2. Juli 1982 wurde das Gebäude vom New Zealand Historic Places Trust unter der Nummer 2267 als Denkmal der Kategorie 2 (Historic Place Category II) eingestuft.
1989 kam das Bauwerk in das Eigentum des Oamaru Whitestone Civic Trust, einer Organisation, die sich dem Erhalt und der wirtschaftlichen Nutzung des viktorianischen Erbes von Oamaru widmet. Diese restaurierten 2001 die Fassade, Treppenhaus und Büros im Obergeschoss wurden wiederhergestellt.
Das Bauwerk ist Teil des ebenfalls unter Schutz stehenden Ensembles Harbour/Tyne Street Historic Area. Das Nachbargebäude Darling McDavell Limited, Stock and Station Agents steht ebenfalls als Baudenkmal unter Schutz.